# قطعنامه ۱۳۸۲ شورای امنیت
قطعنامه  ۱۳۸۲ شورای امنیت سازمان ملل متحد که در تاریخ ۲۹ نوامبر ۲۰۰۱ تصویب شد، سندی بین‌المللی دربارهٔ بررسی وضعیت میان عراق و کویت است. این قطعنامه طی نشست ۴۴۳۱ام با ۱۵ رای موافق، ۰ مخالف و ۰ ممتنع تصویب شد.